# James Avalon
Pour les articles homonymes, voir Avalon.
James Avalon, né le 3 juillet 1952, est un scénariste, producteur et réalisateur de films pornographiques américain.

## Récompenses et nominations
- 1998 AVN Award winner – Best Editor, Video (Zazel: The Scent of Love)
- 2001 AVN Award winner - Best Director, Film (Les Vampyres)
- 2002 AVN Award nomination - Best Director, Video (Taboo 2001)
- 2003 AVN Award nomination - Best Director, Film (Les Vampyres 2)
- 2004 AVN Award nomination - Best Director, Non-Feature (Fantasy)
- 2004 XRCO Hall of Fame Inductee
- 2005 AVN Hall of Fame Inductee
- 2006 Ninfa Prize winner – Best Director (La Mansión del Placer)
- 2007 AVN Award nomination - Best Director, Video (Sex Pix)
- 2009 AVN Award nominations - Best Director, Feature, Best Videography & Best Screenplay (Roller Dollz)
- 2011 Feminist Porn Award winner – Steamiest Romantic Movie (A Little Part of Me)
- 2013 XBIZ Award nominations - Director of the Year (Tango to Romance) & Director of the Year – Body of Work

## Filmographie
Directeur
- 1986 : Lust Detector
- 1990 : Hollywood Bikini Party Girls
- 1992 : Sex Lives on Porno Tape
- 1994 : Tail Taggers 127
- 1995 : Butt Detective
- 1996 : Anal Anarchy
- 1996 : Cyberanal
- 1997 : Blue Dahlia
- 1997 : Red Vibe Diaries 1: Object Of Desire
- 1998 : Amazing Sex Talk 2
- 1998 : Carnal Instincts
- 1998 : Daydreamer
- 1998 : Red Vibe Diaries 2: Dark Desires
- 1998 : Sexy Nurses 3
- 1998 : White Angel
- 1999 : CatchMeIfYouCan.com
- 1999 : Nothing to Hide 3
- 1999 : Nothing To Hide 4
- 1999 : Pink
- 1999 : Trial By Copulation
- 1999 : Under Dressed
- 2000 : As You Desire Me
- 2000 : House of Hooters
- 2000 : Les Vampyres 1
- 2000 : Les Vampyres 2
- 2000 : Lust In Paradise 2
- 2000 : Red Vibe Diaries 3
- 2000 : Shrink Wrapped
- 2001 : Dream Love
- 2001 : Erotic Visions
- 2001 : Taboo 2001: Sex Odyssey
- 2001 : Tropic of Desire
- 2002 : Bachelor Party Girl
- 2002 : Escort
- 2002 : Fantasy Ltd.
- 2002 : Good Girl Bad Girl
- 2003 : Babes Illustrated 13
- 2003 : Dirty Little Cheaters
- 2003 : More Than A Handful 12
- 2003 : Skin on Skin
- 2004 : Erotic Stories: Lovers and Cheaters 1
- 2004 : Erotic Stories: Lovers and Cheaters 2
- 2004 : Silk Stockings
- 2005 : Babes in Black
- 2005 : Big Gulps 1
- 2005 : Bustful of Dollars
- 2005 : Darkside
- 2005 : Harlot
- 2005 : Sex Pix
- 2005 : She Bangs
- 2006 : Badass School Girls 1
- 2006 : Chasey Reloaded
- 2006 : It's All About Ava
- 2006 : Night Nurses
- 2006 : Provocative
- 2006 : Vamps
- 2007 : Killer Klub Girlz
- 2007 : Neighbors
- 2008 : Cheating Affairs
- 2008 : Hello Nurse
- 2008 : Impulsive
- 2008 : Roller Dollz
- 2008 : Spiked Heels
- 2008 : Tease
- 2009 : Drill Baby Drill
- 2009 : Friends With Benefits
- 2009 : Porn Stars...Ultimate Sex Partners 1
- 2009 : Porn Stars...Ultimate Sex Partners 2
- 2009 : Secret Diary of a Secretary
- 2009 : Sportin' Big Boobs
- 2009 : Superstar MILFs
- 2010 : Bree's Dirty Diary
- 2010 : Fit to Be Tied: Alexis Ford
- 2010 : iLove Girls
- 2010 : Sex Shop
- 2010 : Very Bad Wives
- 2011 : Little Part of Me
- 2011 : Recipe For Romance
- 2011 : Screwed
- 2011 : Tango To Romance
- 2011 : Website Wives
- 2012 : Asa Loves Girls
- 2012 : Babysitter 7
- 2012 : Exchange Student 3
- 2012 : Exchange Student 4
- 2012 : Father Figure 2
- 2012 : Father Figure 3
- 2012 : Girls And Toys
- 2012 : Girls Kissing Girls 10
- 2012 : Lesbian Adventures: Strap-On Specialists 4
- 2012 : Lesbian Babysitters 7
- 2012 : Lesbian Sorority 2
- 2012 : Masseuse 3
- 2012 : Mother Lovers Society 8
- 2012 : My Daughter's Boyfriend 7
- 2012 : My Mother's Best Friend 6
- 2012 : Naughty Neighbors 3
- 2012 : Neighbors
- 2012 : Neighbors 2
- 2012 : Secretary 3
- 2012 : Shades of Kink
- 2012 : Stepmother 7
- 2012 : Stepmother 8
- 2012 : Stripper 1
- 2012 : Swinger
- 2013 : Babysitter 8
- 2013 : Babysitter 9
- 2013 : Escort
- 2013 : Exchange Student 5
- 2013 : Exhibitionist
- 2013 : Father Figure 4
- 2013 : Forbidden Affairs: My Wife's Sister
- 2013 : Lesbian Hitchhiker 6
- 2013 : Masseuse 4
- 2013 : Masseuse 5
- 2013 : My Daughter's Boyfriend 8
- 2013 : My Daughter's Boyfriend 9
- 2013 : My Girlfriend's Mother 4
- 2013 : My Girlfriend's Mother 5
- 2013 : My Girlfriend's Mother 6
- 2013 : Neighbors 3
- 2013 : Shades of Kink 2
- 2013 : Stepmother 9
- 2013 : Stripper 2
- 2013 : Swinger 2
- 2013 : Swinger 3
- 2014 : Escort 2
- 2014 : Father Figure 5
- 2014 : Father Figure 6
- 2014 : Father Figure 7
- 2014 : Forbidden Affairs 3: The Stepdaughter
- 2014 : Forbidden Affairs: My Wife's Sister 2
- 2014 : Love Triangle 2
- 2014 : Love Triangle 3
- 2014 : Masseuse 6
- 2014 : Masseuse 7
- 2014 : Mother Exchange
- 2014 : Mother-Daughter Affair
- 2014 : My Daughter's Boyfriend 10
- 2014 : My Daughter's Boyfriend 11
- 2014 : My Girlfriend's Mother 7
- 2014 : My Girlfriend's Mother 8
- 2014 : Shades of Kink 3
- 2014 : Stepmother 10
- 2014 : Stepmother 11: Don't Tell Your Dad
- 2014 : Student Bodies
- 2014 : Student Bodies 2
- 2014 : Swinger 4
- 2015 : Forbidden Affairs 4: My Son's Girlfriend
- 2015 : Masseuse 8
- 2015 : Mother Exchange 3
- 2015 : Stepmother 12
- 2015 : Student Bodies 3
- 2015 : Swinger 6

## Sources
- (en) Cet article est partiellement ou en totalité issu de l’article de Wikipédia en anglais intitulé « James Avalon » (voir la liste des auteurs).